# Westenriederstraße
Die Westenriederstraße in München liegt in der Altstadt und verläuft von der Frauenstraße zum Tal. Seit September 2023 ist sie eine Fußgängerzone.

## Geschichte
Die Westenriederstraße wurde 1848 nach Lorenz von Westenrieder (1746–1829) benannt, der Professor, Geistlicher Rat und Domkapitular in München und Leiter der Historischen Klasse der Bayerischen Akademie der Wissenschaften gewesen ist. Westenrieder gilt nach Johannes Aventinus als der erste große „moderne“ Geschichtsschreiber Bayerns. Längs der Stadtmauer vom Isartor bis zum Viktualienmarkt bestand die Straße ursprünglich nur aus einer Reihe Häusern und erhielt später eine zweite Häuserreihe. Dort stand das sogenannte Taeckentor. Die in der Straße an Stelle der Häuser Nr. 7 und 8 gestandene im Jahre 1826 nach den Plänen des königlichen Baurates Jean Baptiste Métivier erbaute Synagoge an der Westenriederstraße wurde in den 1880er Jahren abgebrochen. Bei archäologischen Grabungen im Vorfeld von Bauarbeiten zur Errichtung eines neuen Wohnhauses wurden im Februar 2011 auf dem Gelände der früheren Synagoge an der Westenriederstraße Fundamente der Zwingermauer und eines Halbschalenturms freigelegt. Sie wurden geborgen und zum Teil in dem Grünstreifen zwischen Westenrieder- und Frauenstraße südwestlich des Isartors wieder aufgebaut. Umgeben von der Westenriederstraße, der Zwingerstraße und der Frauenstraße liegt nach mehreren Umzügen seit 1901 die Städtische Riemerschmid-Wirtschaftsschule.

## Lage
Die Westenriederstraße verläuft von der Frauenstraße in nördlicher Richtung, am Viktualienmarkt vorbei, bis zur Südostecke des Dreifaltigkeitsplatzes, wo sie um 90° nach Osten abbiegt und etwa parallel zur Frauenstraße bis zum Tal – kurz vor dem Isartor – weiterführt. Nach Norden zweigen der Radlsteg, die Küchlbäckerstraße und die Sterneckerstraße sowie nach Süden die Zwingerstraße ab. 

Bis September 2023 war die Straße zwischen der Straße Radlsteg und dem Viktualienmarkt verkehrsberuhigt und in Fahrtrichtung zum Viktualienmarkt als Einbahnstraße ausgelegt. Nun ist sie eine Fußgängerzone. Radfahrer dürfen weiterhin auf der abgesenkten Fahrbahn fahren, allerdings nur in Schrittgeschwindigkeit. Weitere Ausnahmen gelten für den Lieferverkehr und Anwohner.

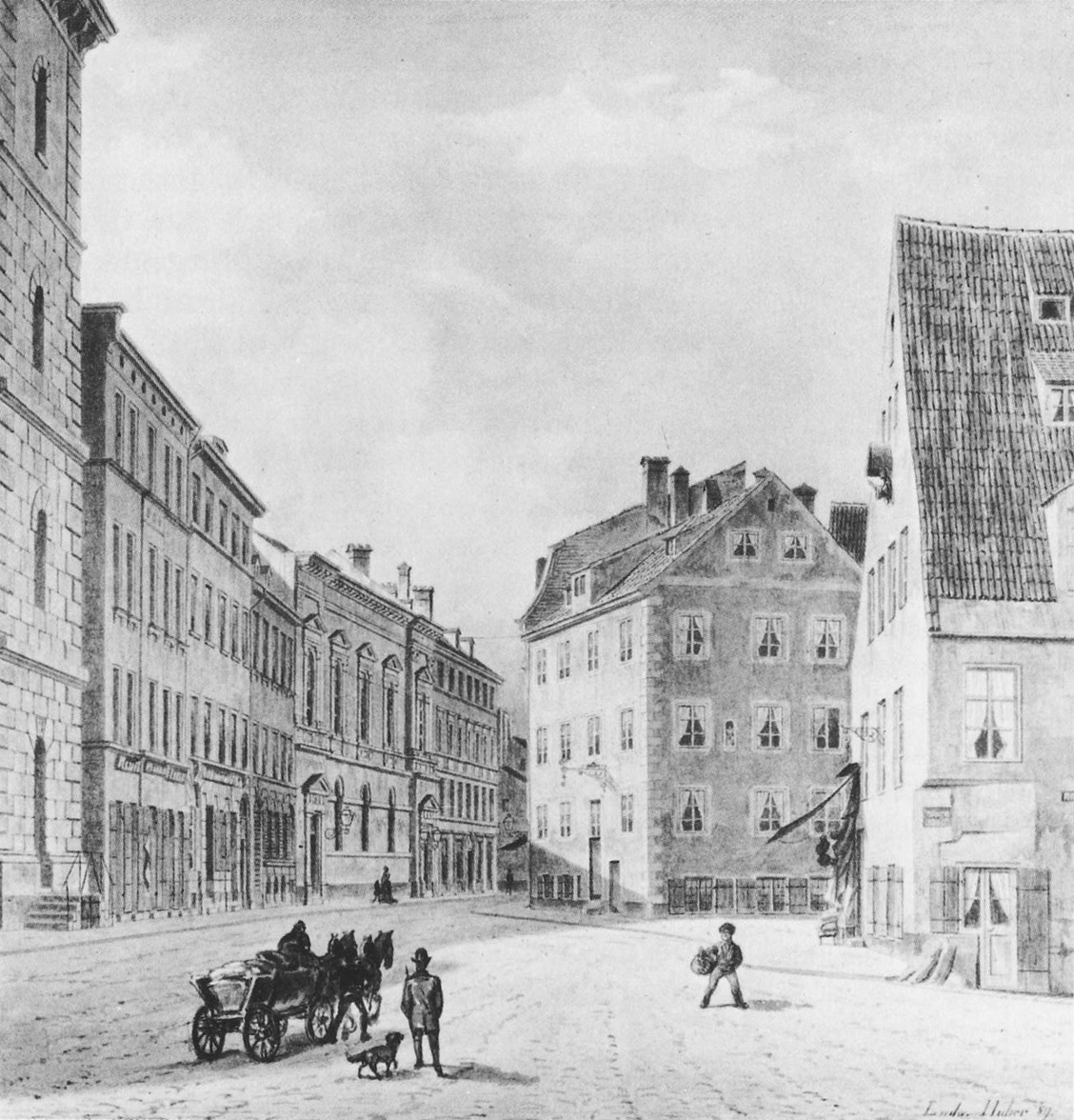
An der Westenriederstraße 7 (vorletztes Haus links) befand sich von 1826 bis 1887 die Métivier-Synagoge
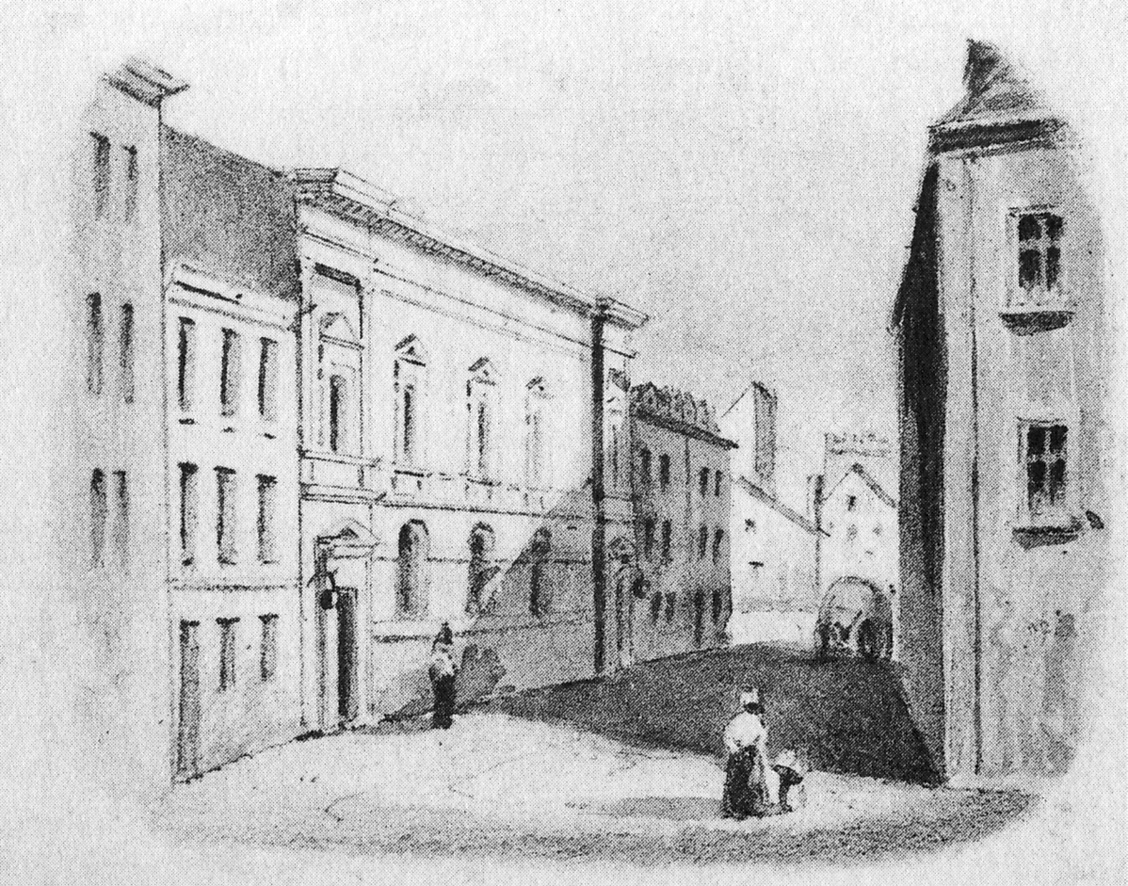
Synagoge an der Westenriederstraße, Zeichnung von Carl August Lebschée
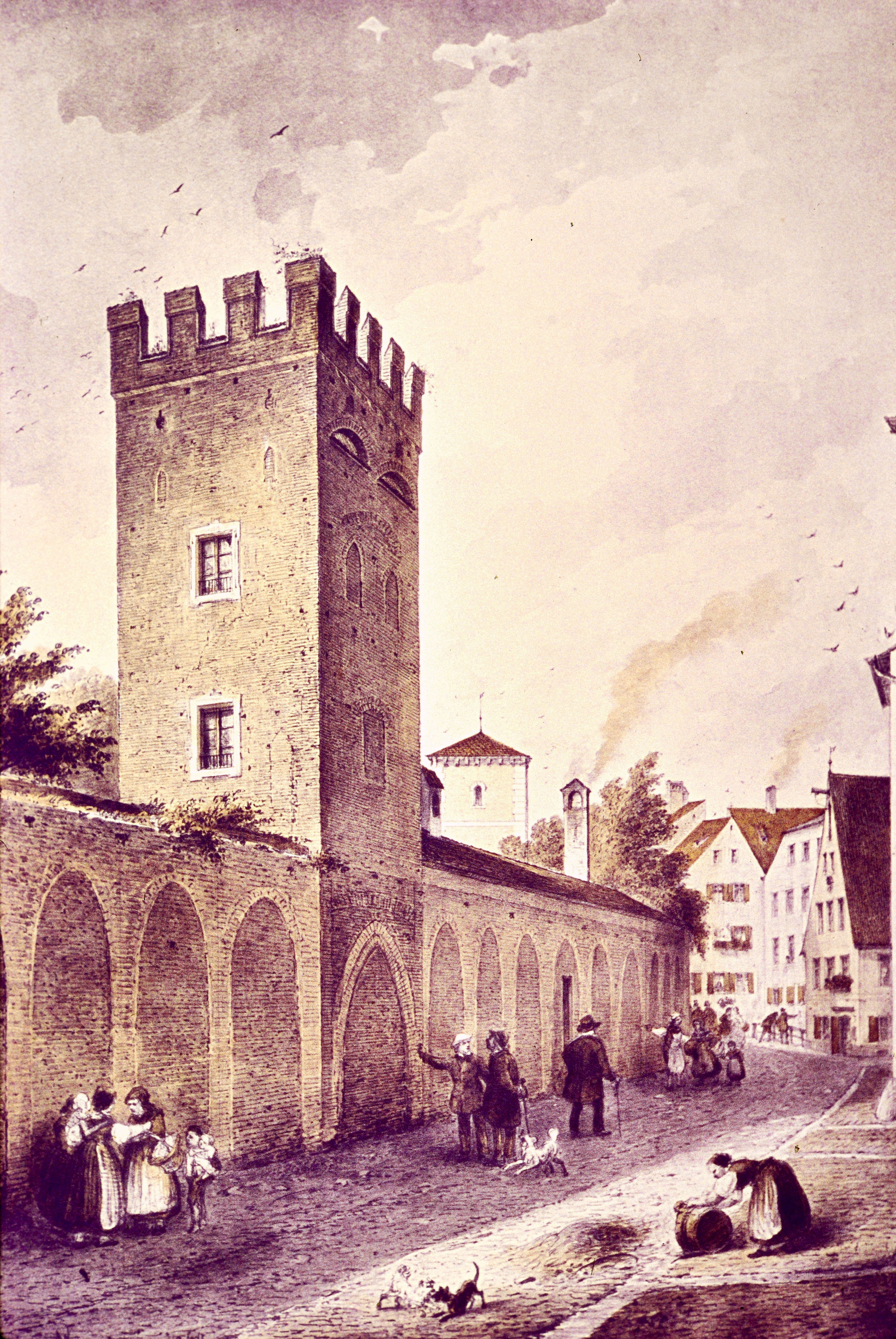
Taeckentor mit einem Teilstück des Ringwalls; Westenriederstraße Ecke Sterneckerstraße, 1866. Aquarellzeichnung von Carl August Lebschée
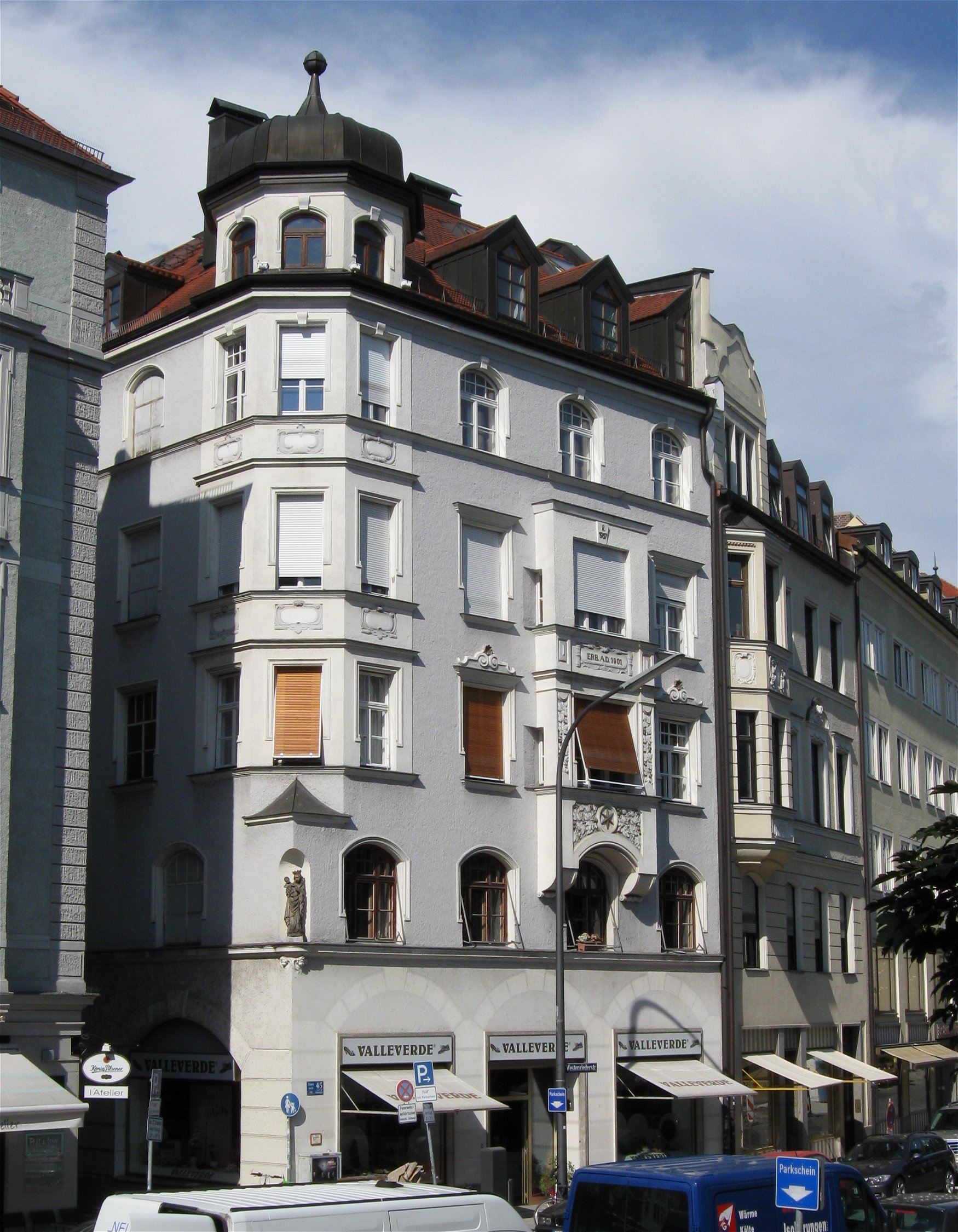
Westenriederstraße 45; Mietshaus in Neurenaissance (1900) von Heilmann & Littmann
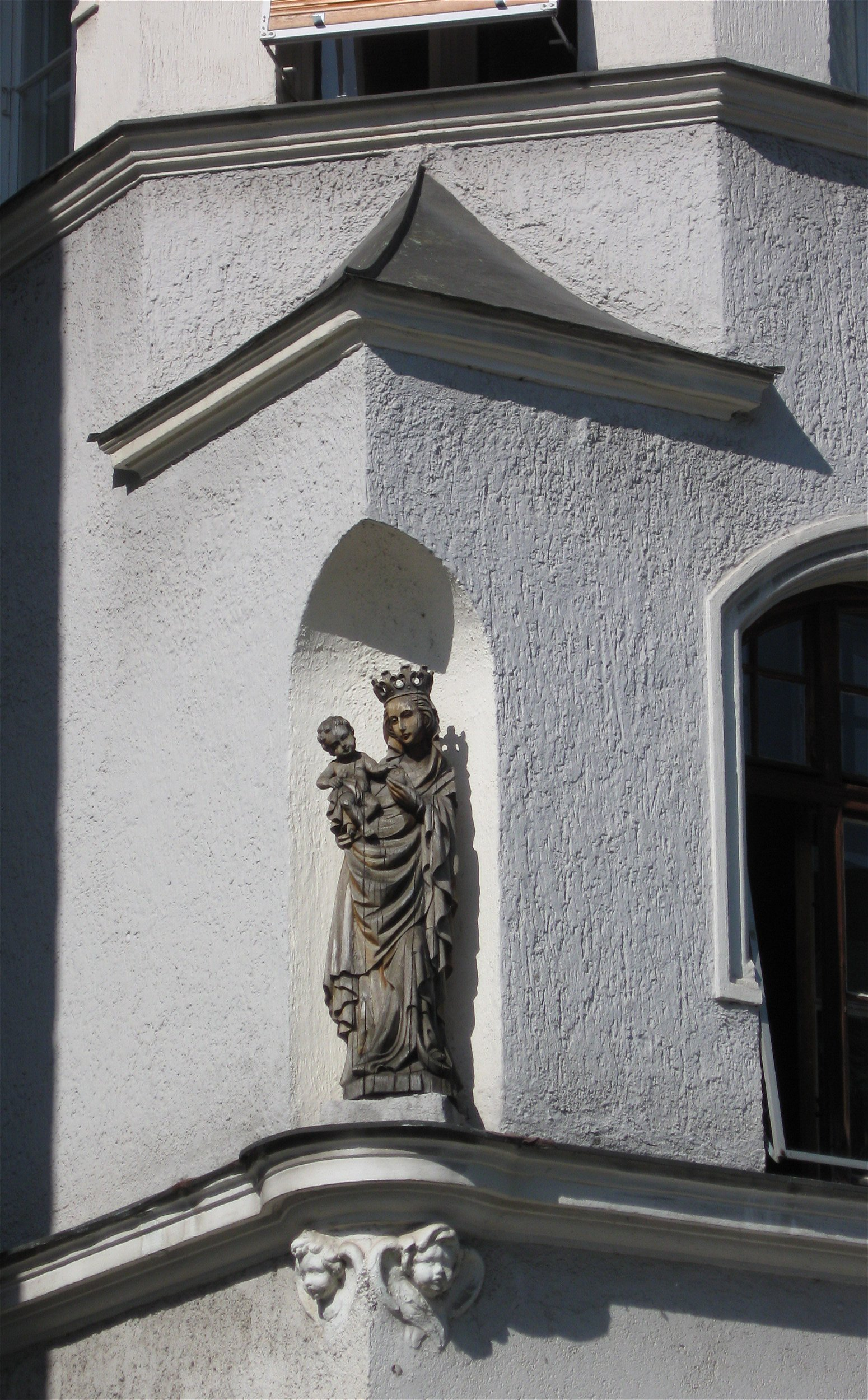
Hausmadonna am Haus Westenriederstraße 45
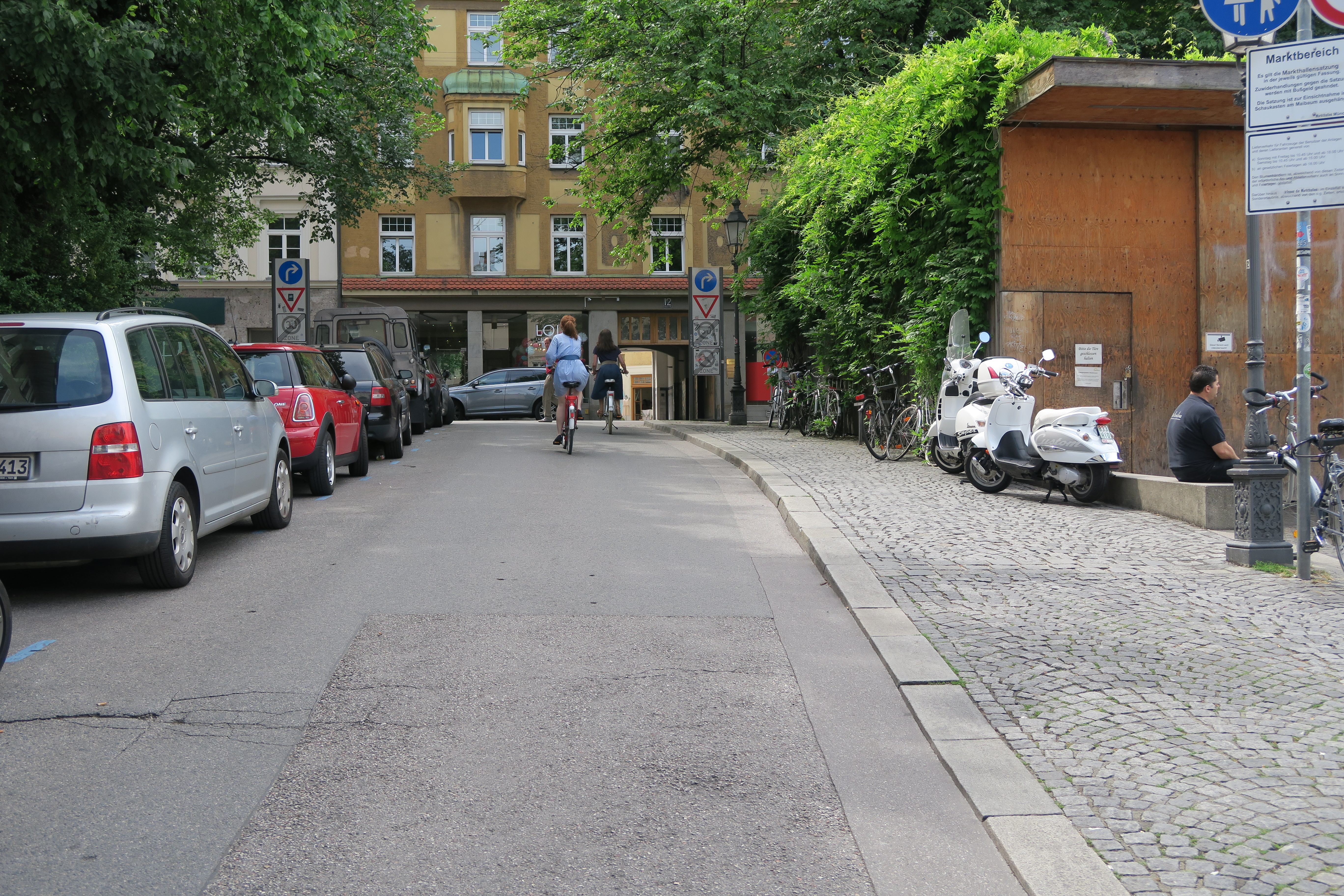
Blick aus der Westenriederstraße in Richtung Süden auf die Frauenstraße
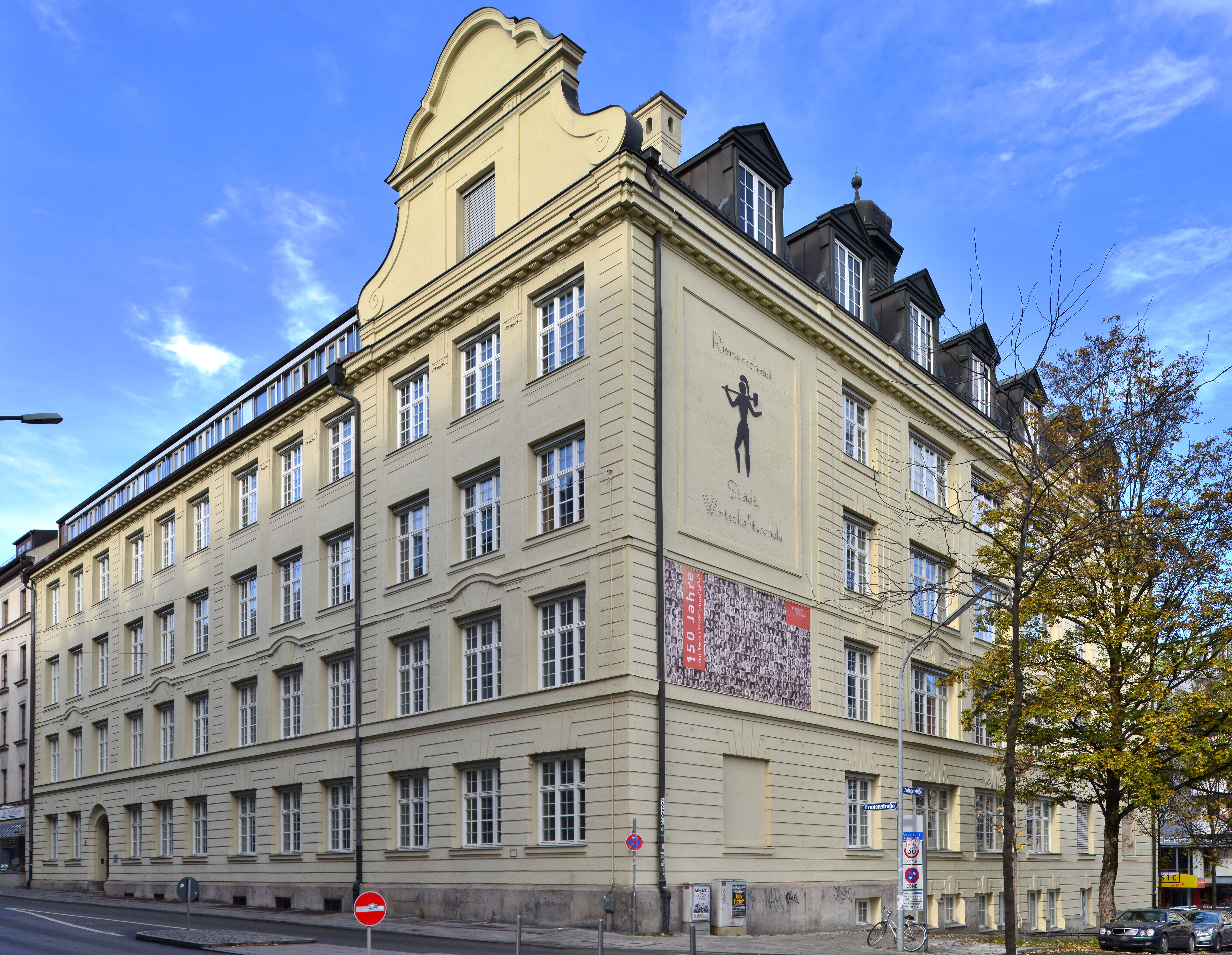
Städtische Riemerschmid-Wirtschaftsschule, barockisierender Jugendstil, (1900–01) von Robert Rehlen; Haupteingang Westenriederstraße 20
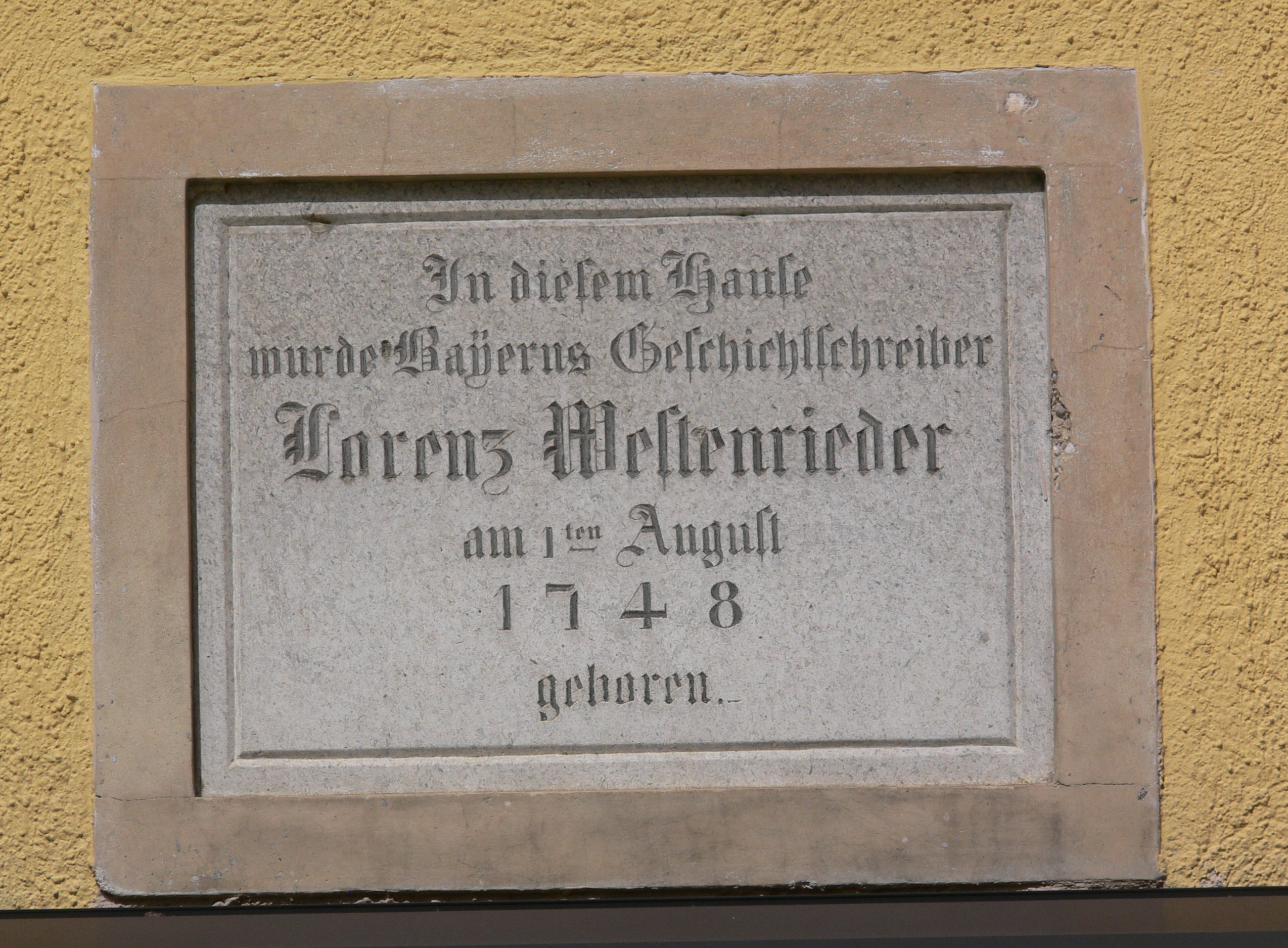
Tafel am Geburtshaus Lorenz von Westenrieders in der Westenriederstraße 21